# Elena Bandini
Elena Bandini (Faenza, 20 agosto 1990) è un'ex cestista italiana.
Alta 170 cm, è stata playmaker in Serie A1 con Faenza, con cui ha vinto una Coppa Italia.

## Carriera

### Club
Giunta in estate alla Gea Magazzini Alcamo insieme a Laura Perseu, s'infortuna gravemente dopo poche giornate e viene sostituita con l'acquisto di Oriana Milazzo; non rientra più in campo con la squadra che viene promossa in A1.
Nel 2011-12 è alla Gsd Basket Lugo, nel 2012-2013 alla Magika Castel San Pietro.

### Nazionale
Il commissario tecnico Nino Molino la convoca per il raduno della Nazionale Under-20 nel giugno 2010 e la inserisce quindi nel roster che prende parte all'Europeo in Lettonia.

## Statistiche

### Presenze e punti nei club
Statistiche aggiornate al 2 giugno 2011
| Stagione        | Squadra                | Competizione | Partite | Partite | Partite | Statistiche tiro | Statistiche tiro | Statistiche tiro | Altre statistiche | Altre statistiche | Altre statistiche | Altre statistiche | Altre statistiche |
| Stagione        | Squadra                | Competizione | Pres.   | Titol.  | Minuti  | Tiri da 2        | Tiri da 3        | Liberi           | Rimb.             | Assist            | Rubate            | Stopp.            | Punti             |
| --------------- | ---------------------- | ------------ | ------- | ------- | ------- | ---------------- | ---------------- | ---------------- | ----------------- | ----------------- | ----------------- | ----------------- | ----------------- |
| 2005-2006       | Germano Zama Faenza    | Serie A1     | 5       | 0       | 15      | 0/7              | 0                | 0                | 3                 | 2                 | 0                 | 0                 | 0                 |
| 2006-2007       | Meccanica Nova Bologna | Serie A2     | 24      | 1       | 322     | 18/49            | 1/11             | 15/32            | 22                | 5                 | 25                | 1                 | 54                |
| 2007-2008       | Germano Zama Faenza    | Serie A1     | 9       | 0       | 21      | 3/6              | 0/2              | 2/2              | 1                 | 1                 | 3                 | 0                 | 8                 |
| 2008-2009       | Club Atletico Faenza   | Serie A1     | 15      | 0       | 87      | 9/14             | 0/2              | 6/8              | 8                 | 3                 | 12                | 0                 | 24                |
| 2009-2010       | Club Atletico Faenza   | Serie A1     | 0       | 0       | 0       | 0                | 0                | 0                | 0                 | 0                 | 0                 | 0                 | 0                 |
| 2010-2011       | Gea Magazzini Alcamo   | Serie A2     | 2       | 0       | 19      | 0/2              | 0/1              | 0                | 2                 | 0                 | 1                 | 0                 | 0                 |
| Totale carriera |                        |              |         |         |         |                  |                  |                  |                   |                   |                   |                   |                   |

## Palmarès
- Coppa Italia: 1
C. A. Faenza: 2009
- Campionato italiano di Serie A2: 1
Basket Alcamo: 2010-11